# Wenedyk
Wenedyk is een naturalistische kunsttaal, gemaakt door de Nederlander Jan van Steenbergen. Officieel is het een afstammeling van het vulgair Latijn met een sterke Slavische onderlaag, gebaseerd op de fictieve veronderstelling dat de voorouders van de tegenwoordige Polen werden ingelijfd in het Romeinse Rijk. Onofficieel probeert het Wenedyk simpelweg te laten zien hoe het Pools eruit zou hebben gezien als het een Romaanse taal was geweest in plaats van een Slavische. Woordenschat en grammatica zijn derhalve vrijwel volledig gebaseerd op het Vulgair Latijn, fonologie, orthografie en syntaxis op het Pools.
Het Wenedyk dient ter illustratie van bovengenoemd concept. In tegenstelling tot vele andere kunsttalen behoort het bevorderen van de internationale communicatie of het anderszins verwerven van een gebruikersgemeenschap niet tot de doelstellingen ervan.
Het idee voor Wenedyk ontstond naar aanleiding van soortgelijke, op het Keltisch gebaseerde Romaanse talen, zoals Brithenig, Breathanach en Kerno. Naast deze en andere kunsttalen speelt het Wenedyk een rol in de alternatieve geschiedenis Ill Bethisad, waar het een van de officiële talen is van de Republiek van de Twee Kronen.

## Orthografie en uitspraak
Het Wenedyk maakt gebruik van het Poolse alfabet, dat bestaat uit de volgende 32 letters:
A Ą B C Ć D E Ę F G H I J K L Ł M N Ń O Ó P R S Ś T U W Y Z Ź Ż
Voorts zijn er zeven klanken, die door twee letters worden weergegeven::
Ch Cz Dz Dź Dż Rz Sz
De uitspraak is gelijk aan die van het Pools. De klemtoon valt bijna altijd op de voorlaatste lettergreep. Een voorzetsel en een voornaamwoord samen gedragen zich over het algemeen als één woord, zodat het voorzetsel wordt beklemtoond wanneer beide uit één lettergreep bestaan.

## Grammatica

### Zelfstandige en bijvoeglijke naamwoorden
Het Wenedyk heeft geen lidwoorden. Dit onderscheidt het Wenedyk van de andere Romaanse talen en van andere op het Romaans gebaseerde kunsttalen, zoals het Esperanto en het Ido. De reden hiervoor is, dat in het vulgair Latijn de ontwikkeling van lidwoorden nog in een vroeg stadium verkeerde, terwijl lidwoorden in het Pools en de meeste andere Slavische talen niet voorkomen.
In mindere mate dan bijvoorbeeld het Nederlands is het Wenedyk een flecterende taal. Zelfstandige, bijvoeglijke en voornaamwoorden kunnen drie geslachten (mannelijk, vrouwelijk, onzijdig) hebben, enkel- en meervoud, alsmede drie naamvallen:
- de directe naamval duidt zowel het onderwerp als het lijdend voorwerp aan. In de zin Miej poterz leże libier "Mijn vader leest een boek" staat zowel Miej poterz "mijn vader" als libier "een boek" in de directe naamval.
- de genitief duidt bezit aan, bijvoorbeeld: siedź potrze "mijn vaders stoel", rzejna Anglie "de koningin van Engeland".
- de datief wordt gebruikt om het meewerkend voorwerp aan te duiden, bijvoorbeeld: Da mi ił libier "Geef mij dat boek", Da mi łu "Geef het aan mij".

Het Wenedyk heeft ook een vocatief, die in de meeste gevallen dezelfde vorm heeft als de directe naamval. Er zijn echter uitzonderingen, zoals: O potrze! "O vader!"
Zelfstandige naamwoorden kunnen worden onderverdeeld in vier declinaties, die verwant zijn aan het Latijnse systeem:
- de eerste declinatie bestaat uit alle woorden op -a, waarvan verreweg de meeste vrouwelijk zijn;
- de tweede declinatie bestaat grotendeels uit mannelijke en onzijdige woorden die uitgaan op een medeklinker. Het is een combinatie van de Latijnse tweede en vierde declinatie;
- de derde declinatie bestaat voornamelijk uit vrouwelijke woorden die uitgaan op een medeklinker;
- de vierde declinatie zijn woorden op -ej en komt overeen met de Latijnse vijfde declinatie.

Bijvoeglijke naamwoorden komen in geslacht, aantal en naamval altijd overeen met het zelfdstandig naamwoord waarop zij betrekking hebben. Zij kunnen er zowel voor als achter worden geplaatst.

### Persoonlijke voornaamwoorden
In tegenstelling tot zelfstandige naamwoorden, bijvoeglijke naamwoorden en andere voornaamwaarden, maken persoonlijke voornaamwoorden onderscheid tussen de nominatief en de accusatief. De volgende tabel toont hoe zij worden verbogen:
|                     | enkelvoud      | enkelvoud      | enkelvoud   | enkelvoud   | enkelvoud    | meervoud    | meervoud    | meervoud        | meervoud        | meervoud   |
| 1ste persoon        | 2de persoon    | 3de persoon    | 3de persoon | 3de persoon | 1ste persoon | 2de persoon | 3de persoon | 3de persoon     | 3de persoon     |            |
| 1ste persoon        | 2de persoon    | mannelijk      | vrouwelijk  | onzijdig    | 1ste persoon | 2de persoon | mannelijk   | vrouwelijk      | onzijdig        |            |
| Nom. Acc. Gen. Dat. | jo mie miej mi | ty cie ciej ci | ił łu li    | ła łą lej   | łu li        | nu nosz nów | wu wosz wów | li łosz łór lew | le łasz łar lew | le łór lew |

### Werkwoorden
De vervoeging van werkwoorden maakt onderscheid tussen persoon, enkelvoud/meervoud, wijs en tijd. De vormen in de tegenwoordige tijd zijn:
1 sg. – jemu "ik bemin"
2 sg. – jemasz "jij bemint"
3 sg. – jema "hij/zij bemint"
1 pl. – jemamy "wij beminnen"
2 pl. – jemacie "jullie beminnen"
3 pl. – jemą "zij beminnen"
Afgezien daarvan heeft het Wenedyk de volgende tijden en wijzen:
onbepaalde wijs – jemar "beminnen"
tegenwoordige tijd – jemu "ik bemin"
onvoltooid verleden tijd – jemawa "ik beminde"
voltooid verleden tijd – jemie "ik heb bemind"
onvoltooid toekomende tijd – joru jemar "ik zal beminnen"
voltooid verleden toekomende tijd – jemaru "ik zal hebben bemind"
voorwaardelijke wijs – jemarsi "ik zou beminnen, ik zou hebben bemind"
gebiedende wijs – jem "bemin!"
tegenwoordig deelwoord – jemęć "beminnend"
verleden deelwoord – jematy "bemind"

## Woordenschat
De woordenlijst van het Wenedyk zoals gepubliceerd op het Internet bestaat uit meer dan 4000 woorden. De volgende lijst van dertig woorden geeft een beeld van hoe het Wenedyk eruitziet in vergelijking met acht andere Romaanse talen:
| Nederlands | Latijn          | Portugees | Spaans       | Frans   | Italiaans | Reto-Romaans      | Roemeens      | Brithenig          | Wenedyk |
| ---------- | --------------- | --------- | ------------ | ------- | --------- | ----------------- | ------------- | ------------------ | ------- |
| arm        | brachium        | braço     | brazo        | bras    | braccio   | bratsch           | braţ          | breich             | brocz   |
| dood       | mŏrs            | morte     | muerte       | mort    | morte     | mort              | moarte        | morth              | mroć    |
| ei         | ovum            | ovo       | huevo        | œuf     | uovo      | ov                | ou            | ew                 | ów      |
| eiland     | īnsŭla          | ilha      | isla         | île     | isola     | insla             | insulă        | ysl                | izła    |
| groen      | vĭrĭdis         | verde     | verde        | vert    | verde     | verd              | verde         | gwirdd             | wierdzi |
| hemel      | caelum          | céu       | cielo        | ciel    | cielo     | tschiel           | cer           | cel                | czał    |
| hond       | canis           | cão       | perro        | chien   | cane      | chaun             | cîine         | can                | kań     |
| ik         | ĕgo             | eu        | yo           | je      | io        | jau               | eu            | eo                 | jo      |
| leven      | vīta            | vida      | vida         | vie     | vita      | vita              | viaţă         | gwid               | wita    |
| melk       | lac             | leite     | leche        | lait    | latte     | latg              | lapte         | llaeth             | łoc     |
| naam       | nōmen           | nome      | nombre       | nom     | nome      | num               | nume          | nôn                | numię   |
| nacht      | nŏx             | noite     | noche        | nuit    | notte     | notg              | noapte        | noeth              | noc     |
| oog        | ŏcŭlus          | olho      | ojo          | œil     | occhio    | egl               | ochi          | ogl                | okieł   |
| oor        | auris           | orelha    | oreja        | oreille | orecchio  | ureglia           | ureche        | origl              | urzykła |
| oud        | vĕtus           | velho     | viejo        | vieux   | vecchio   | vegl              | vechi         | gwegl              | wiekły  |
| paard      | ĕquus, cabăllus | cavalo    | caballo      | cheval  | cavallo   | chaval            | cal           | cafall             | kawał   |
| school     | schŏla          | escola    | escuela      | école   | scuola    | scola             | şcoală        | yscol              | szkoła  |
| stad       | cīvĭtas         | cidade    | ciudad       | cité    | città     | citad             | oraş          | ciwdad             | czytać  |
| stem       | vōx             | voz       | voz          | voix    | voce      | vusch             | voce          | gwg                | wucz    |
| ster       | stēlla          | estrela   | estrella     | étoile  | stella    | staila            | stea          | ystuil             | ścioła  |
| taal, tong | lĭngua          | língua    | lengua       | langue  | lingua    | linguatg, lieunga | limbă         | llinghedig, llingw | lęgwa   |
| tand       | dĕns            | dente     | diente       | dent    | dente     | dent              | dinte         | dent               | dzięć   |
| vader      | pater           | pai       | padre        | père    | padre     | bab               | tată          | padr               | poterz  |
| vis        | pĭscis          | peixe     | pez, pescado | poisson | pesce     | pesch             | peşte         | pisc               | pieszcz |
| voet       | pĕs             | pé        | pie          | pied    | piede     | pe                | picior        | pedd               | piedź   |
| vriend     | amīcus          | amigo     | amigo        | ami     | amico     | ami               | prieten, amic | efig               | omik    |
| vuur       | ignis, fŏcus    | fogo      | fuego        | feu     | fuoco     | fieu              | foc           | ffog               | fok     |
| water      | aqua            | água      | agua         | eau     | acqua     | aua               | apă           | ag                 | jekwa   |
| wind       | vĕntus          | vento     | viento       | vent    | vento     | vent              | vînt          | gwent              | więt    |
| zwart      | nĭger           | negro     | negro        | noir    | nero      | nair              | negru         | nîr                | niegry  |

## Voorbeeld
Het Onze Vader in Wenedyk:

Potrze nostry, kwały jesz en czałór, sąciewkaty si twej numię. 

Owień twej rzeń. 

Foca si twa włątać, komód en czału szyk i sur cierze. 

Da nów odzej nostry pań kocidzany. 

I dziemieć nów nostrze dziewta, komód i nu dziemiećmy swór dziewtorzór. 

I nie endycz nosz en ciętaceń, uta liwra nosz dzie mału. 

Nąk twie są rzeń i pociestać i głurza, o siąprz. Amen.